# إسبيرانزا مارتينيز
إسبيرانزا مارتينيز (بالإسبانية: Esperanza Martínez) هي رسامة مكسيكية، ولدت في 1934، وتوفيت في 1998.